# سايا أحمد
سايا أحمد (بالألمانية: Saya Ahmad)‏ هي سياسية محلية نمساوية من أصل عراقي كردي، ولدت في 31 آذار/مارس 1984 في كركوك شمال العراق.
سايا أحمد عضوة في الحزب الديمقراطي الاجتماعي النمساوي (SPÖ) وهي تمثله في فيينا.
هاجرت سايا أحمد مع عائلتها إلى النمسا عام 1991 ونشأت في كيرنتن. حصلت على شهادة في التنمية الدولية والدراسات العربية من جامعة فيينا عام 2004.  انخرطت في رابطة التعاون التنموي التحرري (LeEZA)، وكذلك فعلت أختها الصغرى سوما أحمد. كانت المتحدثة الإعلامية باسم مستشارة الحزب الديمقراطي الاجتماعي النمساوي ساندرا فراونبيرغر.
في 27 حزيران/يونيو 2018، أدت اليمين الدستورية خلفًا لمارتينا ماليار رئيسة لحي ألزرغروند في فيينا.
سايا أحمد متزوجة من ماركوس غريميل مستشار الحزب الديمقراطي الاجتماعي النمساوي في فيينا.